# Woodward, Oklahoma
'
Woodward là một thành phố quận lỵ của quận Woođwar Woođwar tại tiểu bang Oklahoma, Hoa Kỳ. Thành phố có diện tích km2, dân số theo điều tra dân số năm 2010 của Cục điều tra dân số Hoa Kỳ, thành phố có dân số 12.051 người. Khu vực này ban đầu là nơi ở của các bộ lạc Kiowa, Comanche, Cheyenne và Arapaho. Thành phố nằm trên sông Bắc Canadian, 100 dặm (161 km) về phía đông-đông nam của Guymon, Oklahoma và 85 dặm (137 km) phía tây của Enid, Oklahoma. Là thành phố lớn trong khu vực của chín quận, đó là một trung tâm thương mại ở Tây Bắc Oklahoma.
Theo Cục Điều tra Dân số Hoa Kỳ, thành phố có tổng diện tích là 13,2 dặm vuông (34,2 km ²). 13,1 dặm vuông (34,0 km ²) của nó là đất và 0,1 dặm vuông (0,2 km ²) của nó (0,53%) là nước.
Trước khi cuộc nội chiến Mỹ, Woodward và khu vực xung quanh của nó là nơi sinh sống của các bộ lạc Kiowa, Comanche, Apache, Cheyenne, Arapaho, và các bộ tộc Plains. Công viên Tiểu bang Suối sôi, gần Woodward ngày nay, là một khu cắm trại yêu thích của người da đỏ vùng đồng bằng. Một khu vực rộng lớn xung quanh các suối sau này trở thành chiến trường của nhiều cuộc chiến giữa các bộ lạc và người da trắng.

## Khí hậu
| Dữ liệu khí hậu của Woodward, Oklahoma  | Dữ liệu khí hậu của Woodward, Oklahoma | Dữ liệu khí hậu của Woodward, Oklahoma | Dữ liệu khí hậu của Woodward, Oklahoma | Dữ liệu khí hậu của Woodward, Oklahoma | Dữ liệu khí hậu của Woodward, Oklahoma | Dữ liệu khí hậu của Woodward, Oklahoma | Dữ liệu khí hậu của Woodward, Oklahoma | Dữ liệu khí hậu của Woodward, Oklahoma | Dữ liệu khí hậu của Woodward, Oklahoma | Dữ liệu khí hậu của Woodward, Oklahoma | Dữ liệu khí hậu của Woodward, Oklahoma | Dữ liệu khí hậu của Woodward, Oklahoma | Dữ liệu khí hậu của Woodward, Oklahoma |
| Tháng                                   | 1                                      | 2                                      | 3                                      | 4                                      | 5                                      | 6                                      | 7                                      | 8                                      | 9                                      | 10                                     | 11                                     | 12                                     | Năm                                    |
| --------------------------------------- | -------------------------------------- | -------------------------------------- | -------------------------------------- | -------------------------------------- | -------------------------------------- | -------------------------------------- | -------------------------------------- | -------------------------------------- | -------------------------------------- | -------------------------------------- | -------------------------------------- | -------------------------------------- | -------------------------------------- |
| Cao kỉ lục °F (°C)                      | 83 (28)                                | 91 (33)                                | 92 (33)                                | 100 (38)                               | 106 (41)                               | 111 (44)                               | 111 (44)                               | 113 (45)                               | 104 (40)                               | 100 (38)                               | 87 (31)                                | 90 (32)                                | 111 (44)                               |
| Trung bình ngày tối đa °F (°C)          | 49 (9)                                 | 54 (12)                                | 64 (18)                                | 74 (23)                                | 82 (28)                                | 91 (33)                                | 95 (35)                                | 93 (34)                                | 85 (29)                                | 74 (23)                                | 60 (16)                                | 50 (10)                                | 73 (23)                                |
| Tối thiểu trung bình ngày °F (°C)       | 22 (−6)                                | 27 (−3)                                | 36 (2)                                 | 46 (8)                                 | 56 (13)                                | 65 (18)                                | 69 (21)                                | 67 (19)                                | 58 (14)                                | 46 (8)                                 | 34 (1)                                 | 24 (−4)                                | 46 (8)                                 |
| Thấp kỉ lục °F (°C)                     | −14 (−26)                              | −11 (−24)                              | −8 (−22)                               | 16 (−9)                                | 28 (−2)                                | 42 (6)                                 | 45 (7)                                 | 47 (8)                                 | 33 (1)                                 | 18 (−8)                                | 5 (−15)                                | −5 (−21)                               | −14 (−26)                              |
| Lượng Giáng thủy trung bình inches (mm) | 0.71 (18)                              | 0.9 (23)                               | 2.14 (54)                              | 2.23 (57)                              | 4.32 (110)                             | 3.43 (87)                              | 2.57 (65)                              | 2.52 (64)                              | 2.15 (55)                              | 2.15 (55)                              | 1.5 (38)                               | 1.02 (26)                              | 25.63 (651)                            |
| Lượng tuyết rơi trung bình inches (cm)  | 4.6 (12)                               | 4.6 (12)                               | 2.5 (6.4)                              | 0.5 (1.3)                              | 0 (0)                                  | 0 (0)                                  | 0 (0)                                  | 0 (0)                                  | 0 (0)                                  | 0.1 (0.25)                             | 1.5 (3.8)                              | 4.0 (10)                               | 17.8 (45)                              |
| Nguồn 1: weather.com                    |                                        |                                        |                                        |                                        |                                        |                                        |                                        |                                        |                                        |                                        |                                        |                                        |                                        |
| Nguồn 2: Climate.ok.gov                 |                                        |                                        |                                        |                                        |                                        |                                        |                                        |                                        |                                        |                                        |                                        |                                        |                                        |